# Philippe Lefébure
Philippe „Fifi” Lefébure (Franciaország, Val-d’Oise, Sannois, 1908. június 18. – Toulon, 1973. június 5.) francia jégkorongozó kapus, olimpikon.
Az 1928. évi téli olimpiai játékokon vett részt a jégkorongtornán. A francia csapat az A csoportba került. Az első mérkőzésen megverték a magyarokat 2–0-ra, majd a briteket 3–2-re és végül kikaptak a belgáktól 3–1-re. Csak a rosszabb gólkülönbség miatt nem jutottak be a négyes döntőbe.
Részt vett az 1932-es jégkorong-Európa-bajnokságon. Érmet nem szerzett.
A CSH Paris és a Racing Club de France volt a klubcsapata.